# 鄂 (西周)

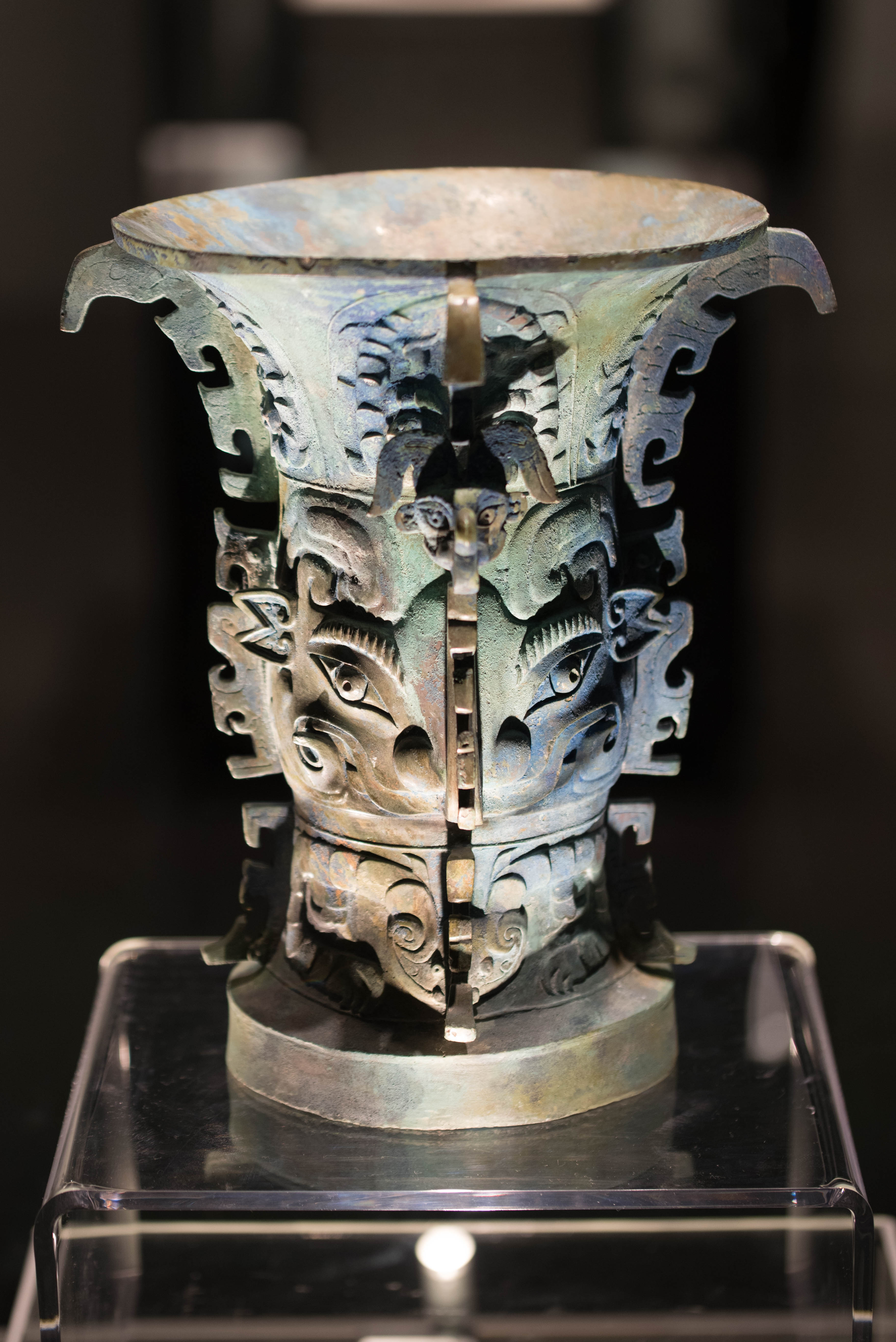
安居羊子山噩国墓地出土獣面扉棱尊

鄂（がく、IPA: /ɤ̂/）は、殷・周の諸侯国（紀元前12世紀 - 紀元前863年）。金文では噩とも表記される。現在の河南省南陽市臥竜区・方城県・南召県の一帯を領し、臥竜区石橋鎮が中心の地域であった。黄帝の姞姓の子孫が封じられ、国君は殷の侯爵の席に並んだ。殷末には鄂侯は西伯昌・九侯（鬼侯）とともに三公に列された。
鄂はもともと現在の河南省の南部にあったが、その後湖北省に移った。鄂は現在湖北省の省の略称としても使用されている。

## 歴代君主
- 鄂侯？（帝辛の三公に列する）
- 鄂侯馭方